# Трудовик (Пензенская область)
Трудовик — поселок в Мокшанском районе Пензенской области. Входит в состав Рамзайского сельсовета.

## География
Находится в центральной части Пензенской области на расстоянии приблизительно 11 км на запад-северо-запад по прямой от северо-западной окраины областного центра города Пенза.

## История
Основан в первой половине 1920-х годов в составе Малорамзайского сельсовета. В 1939 году колхоз имени 1 Мая. В 1955 году колхоз «Путь к коммунизму». В 2004 году 7 хозяйств. 

## Население
Численность населения: 57 человек (1926 год), 62 (1931), 38 (1959), 39 (1979), 16 (1989), 16 (1996). Население составляло 12 человек (русские 100%) в 2002 году, 15 в 2010.